# Meisje vermist
Meisje vermist is een boek van de Amerikaanse auteur Tess Gerritsen. Het werd in 1994 voor het eerst uitgegeven als Peggy Sue got Murdered en in 2014 in aangepaste vorm heruitgegeven als Girl Missing. Ze noemt het zelf het 'overbruggingsboek' in haar overgang van schrijfster van romantische detectives tot thrillerauteur.

## Verhaal
Patholoog anatoom Katrina 'Kat' Novak moet autopsies uitvoeren op twee vrouwen die kort na elkaar zijn gevonden in South Lexington, de arme wijk van de stad. Beiden zijn gestorven na het injecteren van een middel dat ze niet kan thuisbrengen. Agenten Lou Sykes en Vince Ratchet zijn betrokken bij de zaak namens de politie. In een nabijgelegen ziekenhuis blijkt ook nog een jongen op de intensive care te liggen die vermoedelijk hetzelfde middel heeft gebruikt, Nicos Biagi.
Novak vindt bij het lijk van een van vrouwen een telefoonnummer dat toebehoort aan Adam Quantrell, eigenaar van farmaceutica-ontwikkelaar Cygnus. Novak vermoedt een verband tussen de drie overledenen en zoekt contact met hem. Hij blijkt vooral bang te zijn dat zijn stiefdochter Maeve tot de doden behoort. Hij heeft al zes maanden niets van haar gehoord. Ze behoort tot zijn opluchting niet tot de slachtoffers. In het mortuarium bevindt zich ook het lichaam van een derde vrouw. Mandy Barnett. Zij is een week eerder binnengekomen bij Novaks collega. Ze is gevonden in een andere wijk. Haar doodsoorzaak wordt nog onderzocht.
Wanneer Quantrell verneemt dat Novak is opgegroeid in South Lexington, vraagt hij haar om te helpen zoeken naar zijn dochter. Hij vermoedt dat ze zich in die wijk ophoudt en de bewoners mijden buitenstaanders. Ook Nicos Biagi overlijdt. Het middel dat de vrouwen en hem fataal is geworden, blijkt Zestron-L te heten en ontwikkeld te worden door Cygnus. Quantrell erkent dat zijn bedrijf bezig is met een middel met die naam. Het is alleen nog niet op de markt, maar in de testfase. Hij verleent Novak, Sykes en Ratchet toegang tot het laboratorium om onderzoek te doen. Manager Herbert Esterhaus staat hen te woord.
Een bomaanslag op haar huis overtuigt Novak ervan dat ze iets op het spoor is. Ze betaalt de kleinzoon van haar vroegere buurman om Quantrell en haar in South Lexington in contact te brengen met mensen die weten wat daar doorgaans speelt. Hier blijkt dat Nicos Biagi de dealer van de twee dode vrouwen was. Ook krijgen ze te horen dat Maeve zich inderdaad in South Lexington bevindt. Ze is de vriendin van bendebaas Jonah.
Esterhaus wordt in zijn eigen huis geliquideerd. Sykes onthult dan aan Novak en Quantrell dat Esterhaus een valse identiteit had. Hij was ooit een biochemicus die in een designerdruglaboratorium van de maffia werkte. Na zijn arrestatie werd hij kroongetuige, opgenomen in een getuigenbeschermingsprogramma en kreeg hij een nieuwe identiteit. Uit naaktfoto's in zijn woning blijkt dat hij een relatie heeft gehad met Maeve. Novak gaat daarom terug naar South Lexington. Ze wordt ditmaal naar Jonah en Maeve gebracht. Maeve vertelt haar de verantwoordelijkheid voor de doden te zoeken onder gezagsdragers. Volgens haar werd Esterhaus gechanteerd. Hij moest een pakket vergiftigde Zestron-L laten bezorgen, anders zou de maffia op de hoogte worden gebracht van zijn verblijfplaats. Esterhaus schakelde Biagi in als koerier. Die heeft zelf blijkbaar een hoeveelheid achterovergedrukt en gedeeld met vriendinnen. De persoon bij wie hij het middel uiteindelijk bezorgde, was Mandy Barnett. Het blijkt ook haar doodsoorzaak.
Barnett gebruikte regelmatig drugs en had als gevolg daarvan vrijwel nooit geld. Een oude vriendin van haar vertelt Novak dat ze op een dag ineens stopte met werken en zei dat ze nooit meer financiële zorgen zou hebben. Barnett blijkt in een kantoor te hebben gewerkt met uitzicht op een steeg waarin vlak voor haar vertrek politieagent Ben Fuller werd doodgeschoten. Het is Novak opeens allemaal duidelijk: Barnett heeft de moordenaar van Fuller gezien en hem vervolgens gechanteerd. De moordenaar heeft haar daarna giftige drugs gestuurd om van haar af te komen. Degene die verantwoordelijk is voor Fullers dood is een corrupte ex-collega. Novak beseft dat deze kennis haar in groot gevaar brengt. Zodra ze Barnetts oude kantoor uitkomt, wil ze zo snel mogelijk naar de assistent-officier van justitie om die op de hoogte te brengen. Nadat Quantrell en zij in de auto stappen, stapt alleen ook Ratchet in. Hij weet dat ze hem hebben ontmaskerd en richt een pistool op ze.
Ratchet bevestigt Novaks theorie. Fuller moest dood omdat hij niet bereid was steekpenningen aan te nemen. Barnett zag de liquidatie, chanteerde hem daarmee en moest daarom ook verdwijnen. Esterhaus was chantabel en daarom een middel om dit te regelen. De dood van Biagi en de twee andere vrouwen was nevenschade. Ratchet dwingt Novak en Quantrell om met hem naar een verlaten pakhuis te rijden. Daar wil hij ook hen liquideren. Na een afleidingsmanoeuvre van Quantrell schiet Ratchet hem neer, maar kan Novak het pakhuis ontvluchten. Op een boot vlakbij vindt ze een lichtpistool. Als Ratchet haar terugvindt, beschiet ze hem daarmee. Dat schakelt hem lang genoeg uit om toegesnelde politieagenten de kans te geven een eind aan het conflict maken.
Novak gaat met Quantrell mee naar het ziekenhuis. Daar stelt Sykes haar op de hoogte dat Ratchet wordt berecht voor drievoudige moord. Maeve komt bij haar vader kijken, maar vertrekt voordat hij bijkomt. Hij is geraakt in zijn borst, maar zal het overleven.

## Bestseller 60
| Boeken met noteringen in de Nederlandse Bestseller 60 | Jaar van verschijnen | Datum van binnenkomst | Hoogste positie | Aantal weken | Opmerkingen |
| ----------------------------------------------------- | -------------------- | --------------------- | --------------- | ------------ | ----------- |
| Meisje vermist                                        | 2015                 | 03-06-2015            | 16              | 14           |             |